# Becada americana
La becada americana (Scolopax minor) és una espècie d'ocell de la família dels escolopàcids (Scolopacidae) que habita boscos, vegetació de ribera i prats humits d'Amèrica del Nord, al sud del Canadà, des del sud de Manitoba fins a Terranova, i cap al sud, per la part oriental dels Estats Units fins a Texas.
La becada americana és una petita espècie d'ocell limícola que es troba principalment a la meitat oriental d'Amèrica del Nord. Passan la major part del temps a terra en hàbitats de boscos joves i matolls, on el plomatge marró, negre i gris dels ocells proporciona un excel·lent camuflatge.
És l'única espècie de becada que habita a Amèrica del Nord. Tot i que es classifica amb els escolopàcids, els ocells limícoles de la família Scolopacidae, la becada americana viu principalment en terres altes.
La població de la becada americana ha disminuït una mitjana d'una mica més de l'1% anual des de la dècada de 1960. La majoria de les autoritats atribueixen aquest declivi a una pèrdua d'hàbitat causada per la maduració dels boscos i el desenvolupament urbà. A causa dels vols de festeig únics i bells del mascle, a les zones del nord l'ocell és benvingut com un presagi de la primavera. També és popular com ocell de caça, amb unes 540.000 morts anualment per uns 133.000 caçadors als Estats Units.
El 2008, biòlegs i conservacionistes de la vida salvatge van publicar un pla de conservació de la becada americana que presentava xifres de la superfície d'hàbitat que s'havia de crear i mantenir als Estats Units i al Canadà per estabilitzar la població de becades als nivells actuals i tornar-la a les densitats dels anys setanta.

## Descripció
La becada americana té un cos grassonet, potes curtes, un cap gros i arrodonit i un bec prènsil llarg i recte. Els adults mesuren de 25 a 30 cm de llarg i pesen de 140 a 230 g. Les femelles són considerablement més grosses que els mascles. El bec fa de 6,4 a 7,1 cm de llarg. L'envergadura de les ales oscil·la entre 42 i 48 cm.
El plomatge és una barreja críptica de diferents tons de marrons, grisos i negre. El pit i els costats varien del blanc groguenc als bronzejats intensos. El clatell és negre, amb tres o quatre barres transversals de color beix fosc o vermellós. Les potes i els dits, que són petits i febles, són de color gris marró a marró vermellós. Les becades tenen els ulls grossos i situats a la part alta del cap, i el camp visual és probablement el més gran de qualsevol ocell, 360° en el pla horitzontal i 180° en el pla vertical.
La becada americana utilitza el bec llarg i prènsil per buscar menjar al sòl, principalment invertebrats i especialment cucs de terra. Una disposició única d'ossos i músculs permet que l'ocell obri i tanqui la punta del bec superior, o mandíbula, mentre està enfonsat a terra. Tant la part inferior de la mandíbula superior com la llarga llengua tenen una superfície rugosa per agafar preses relliscoses.

## Distribució i hàbitat
La becada americana habita zones forestals i mixtes de boscos, zones agrícoles i urbanes a l'est del meridià 98. S'ha albirat becades fins al nord, fins a York Factory, Manitoba, i cap a l'est, fins a Labrador i Terranova. A l'hivern, migren fins al sud, fins a la costa del Golf de Mèxic.
La principal àrea de cria s'estén des del Canadà Atlàntic (Nova Escòcia, Illa del Príncep Eduard i Nova Brunswick) a l'oest fins al sud-est de Manitoba, i cap al sud fins al nord de Virgínia, l'oest de Carolina del Nord, Kentucky, el nord de Tennessee, el nord d'Illinois, Missouri i l'est de Kansas. Un nombre limitat cria fins al sud, fins a Florida i Texas. L'espècie es pot estar expandint cap al nord i cap a l'oest.
Després de migrar cap al sud a la tardor, la majoria de les becades passen l'hivern als estats de la costa del Golf i del sud-est de la costa atlàntica. Algunes poden romandre fins al nord, fins al sud de Maryland, l'est de Virgínia i el sud de Nova Jersey. El nucli de la zona d'hivernada se centra a Louisiana, Mississipi, Alabama i Geòrgia. Segons els resultats del Recompte d'Ocells de Nadal, les concentracions hivernals són més altes a la meitat nord d'Alabama.
Les becades americanes viuen en matolls humits, boscos humits i aiguamolls. Els hàbitats ideals inclouen hàbitats de successió primerenca i terres de conreu abandonades barrejades amb boscos. A finals d'estiu, algunes becades es posen a terra a la nit en grans obertures entre vegetació dispersa i irregular.
Els hàbitats de festeig/cria inclouen obertures forestals, vores de carreteres, pastures i camps vells des d'on els mascles criden i llancen vols de festeig a la primavera. Els hàbitats de nidificació inclouen matolls, matolls i boscos joves o de mitjana edat intercalats amb obertures.
Els hàbitats d'alimentació tenen sòl humit i presenten arbres joves de creixement dens com ara pollancres (Populus esp.), bedolls (Betula esp.) i fustes dures mixtes de menys de 20 anys, i arbustos, particularment verns (Alnus esp.).
Els hàbitats de descans són llocs semioberts amb una cobertura vegetal curta i dispersa, com ara erms de nabius, pastures i masses forestals recentment molt talades.

### Migració
Les becades migren de nit. Volen a baixa altitud, individualment o en petits estols dispersos. Les velocitats de vol dels ocells migratòris s'han registrat entre 26 i 45 km/h. Tanmateix, la velocitat de vol més lenta mai registrada per a un ocell, 8 km/h, es va registrar per a aquesta espècie. Es creu que les becades s'orienten visualment utilitzant les principals característiques fisiogràfiques com les costes i les àmplies valls fluvials. Tant les migracions de tardor com les de primavera són tranquil·les en comparació amb les migracions ràpides i directes de molts ocells passeriformes.
Al nord, les becades comencen a desplaçar-se cap al sud abans que el gel i la neu segellin el subministrament d'aliments terrestre. A la tardor, els fronts freds poden provocar vols intensos cap al sud. La majoria de les becades comencen a migrar a l'octubre, amb el màxim des de mitjan octubre fins a principis de novembre. La majoria dels individus arriben a la zona d'hivernada a mitjan desembre. Els ocells tornen al nord al febrer. La majoria han tornat a la zona de cria del nord entre mitjans de març i mitjans d'abril.
L'arribada i la sortida dels ocells migratoris de l'àrea de cria és molt irregular. A Ohio, per exemple, els ocells més primerencs es veuen al febrer, però el gruix de la població no arriba fins al març i l'abril. Els ocells comencen a marxar per passar l'hivern al setembre, però alguns s'hi queden fins a mitjan novembre.

## Comportament i ecologia

### Alimentació i alimentació
Les becades mengen principalment invertebrats, especialment cucs de terra (Oligochaeta). Principalment s'alimenten en llocs on el sòl és humit. Exploren el sòl tou en matolls, on normalment romanen ben amagades. Altres elements de la dieta inclouen larves d'insectes, caragols, centpeus, milpeus, aranyes, mosques, escarabats i formigues. Mengen una petita quantitat d'aliment vegetal, principalment llavors. Les becades són crepusculars, és a dir, són més actives a l'alba i al capvespre.

### Reproducció
A la primavera, els mascles ocupen zones que delimiten amb el cant, obertures prop de la coberta arbustiva des d'on criden i realitzen vols d'exhibició a l'alba i al capvespre, i si els nivells de llum són prou alts, a les nits de lluna. El reclam del mascle és curt i brunzit. Després d'emetre una sèrie de reclams, el mascle s'enlaira i vola de 46 a 91 m a l'aire. Descendeix, fent ziga-zagues i inclinant-se mentre canta una cançó líquida i piuladora. Aquest vol en espiral produeix un so melodiós com de piulada pel fet que l'aire passa a través de les plomes primàries de les ales externes del mascle.

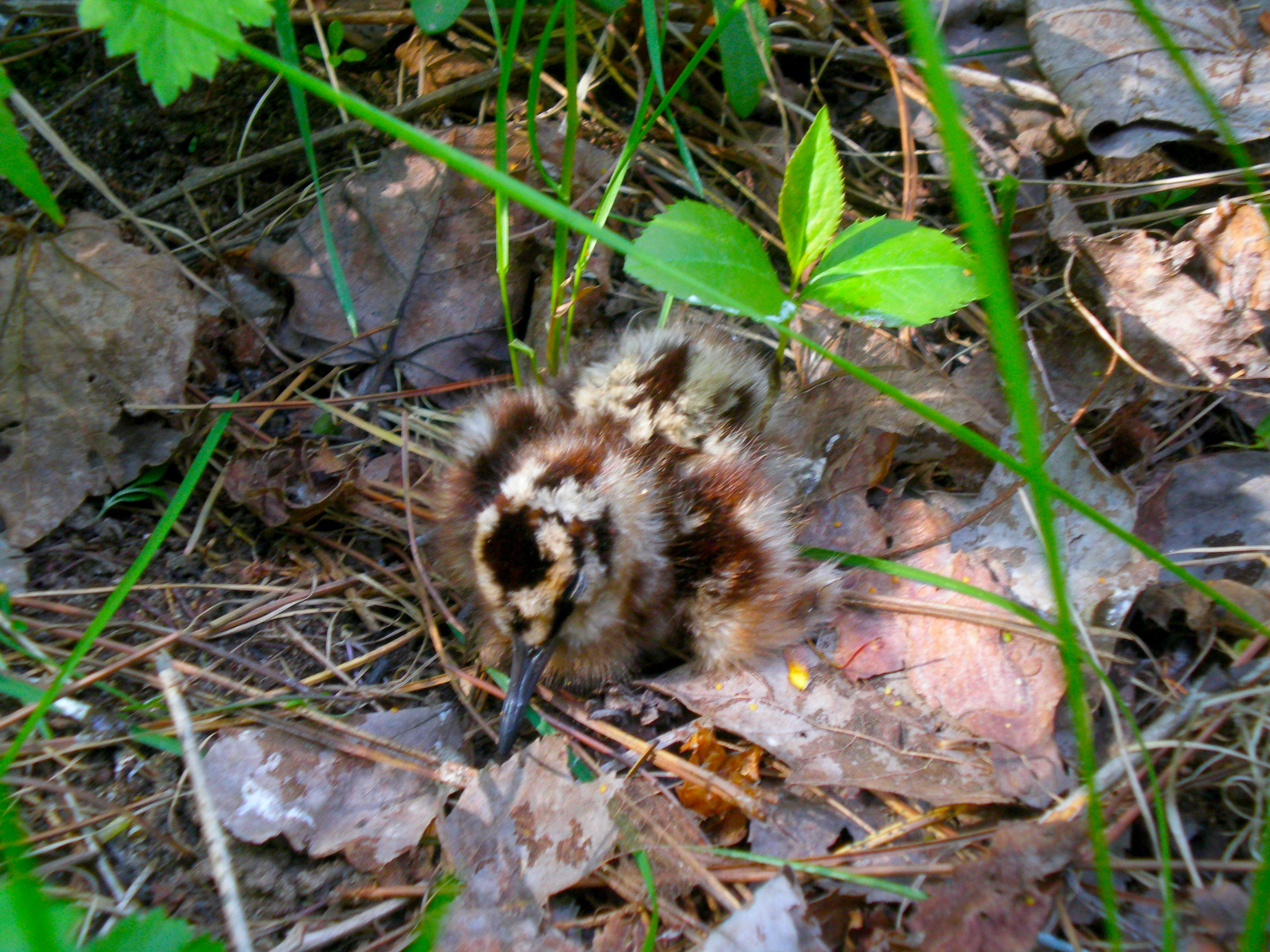
Les cries peludes ja estan ben camuflades.

Els mascles poden continuar amb els vols de festeig durant fins a quatre mesos seguits, de vegades continuant fins i tot després que les femelles ja hagin desclòs les cries i hagin abandonat el niu. Les femelles se senten atretes per les exhibicions dels mascles. La femella atreta, volarà i aterrarà a terra a prop del mascle que canta. El mascle festeja la femella caminant amb les cames rígides i amb les ales esteses verticalment, i movent-se i inclinant-se. Un mascle es pot aparellar amb diverses femelles. La becada mascle no juga cap paper en la selecció d'un lloc de niu, la incubació dels ous o la cria de les cries. A la principal àrea de cria del nord, la becada pot ser l'espècie que nidifica a terra més primerenca a reproduir-se.
La femella fa un niu poc profund i rudimentari a terra entre la fullaraca i les branquetes, en una coberta de matolls o boscos joves, generalment a menys de 140 m d'el lloc on canten. La majoria ponen quatre ous, de vegades d'un a tres. La incubació dura de 20 a 22 dies. Les cries cobertes de plomissol són precoços i abandonen el niu al cap d'unes hores de l'eclosió. Només la femella cova les cries i les alimenta. Quan se senten amenaçades, les cries solen refugiar-se i romanen immòbils, intentant escapar de la detecció confiant en la coloració críptica. Alguns observadors suggereixen que les cries espantades poden aferrar-se al cos de la mare, que després alçarà les ales i portarà les cries a un lloc segur. Les cries de becada comencen a buscar cucs pel seu compte uns dies després de l'eclosió. Es desenvolupen ràpidament i poden fer vols curts després de dues setmanes, poden volar força bé al cap de tres setmanes i són independents després d'unes cinc setmanes.
La vida útil màxima de la becada americana adulta en estat salvatge és de 8 anys.

### Comportament de balanceig
Les becades americanes ocasionalment realitzen un comportament de balanceig on caminen lentament mentre balancegen rítmicament el cos endavant i enrere. Aquest comportament es produeix durant la cerca d'aliment, cosa que ha portat ornitòlegs com Arthur Cleveland Bent i B. H. Christy a teoritzar que aquest és un mètode per fer que els invertebrats com els cucs de terra s'apropin a la superfície. La teoria de la cerca d'aliment és l'explicació més comuna del comportament, i sovint es cita a les guies de camp. Aquesta teoria es complica per les observacions de balanceig mentre es camina lentament per terrenys que no es poden buscar, com ara carreteres dures o neu profunda.
Alguns biòlegs, com Bernd Heinrich, han proposat una teoria alternativa per al comportament de balanceig. Es creu que aquest comportament és una demostració per indicar als possibles depredadors que l'ocell n'és conscient. Heinrich assenyala que algunes observacions de camp han demostrat que les becades ocasionalment mostren les plomes de la cua mentre es balancegen, cridant l'atenció sobre si mateixes. Aquesta teoria està sostinguda per una investigació realitzada per John Alcock, que creu que es tracta d'un tipus d'aposematisme.

## Estat de la població
Es desconeix quantes becades hi havia a l'est d'Amèrica del Nord abans de la colonització europea. L'agricultura colonial, amb el típic mosaic de granges familiars i pastura de bestiar a l'aire lliure, probablement va mantenir poblacions saludables de becades.
La població de becades es va mantenir alta durant principis i mitjans del segle xx, després que moltes granges familiars fossin abandonades a mesura que la gent es traslladava a zones urbanes, i els camps de cultiu i les pastures creixien entre matolls. En les darreres dècades, aquelles hectàrees anteriorment matolls s'han convertit en boscos de mitjana edat i més vells, on les becades rarament s'aventuren, o han estat cobertes d'edificis i altres modificacions humans. Com que la població ha anat disminuint, la becada americana es considera una "espècie de major necessitat de conservació" en molts estats, cosa que ha desencadenat esforços de recerca i creació d'hàbitats en un intent d'augmentar les poblacions de becades.
Les tendències poblacionals s'han mesurat mitjançant estudis d'aus reproductores a la primavera i, a la zona de reproducció del nord, estudis de zones de cant a la primavera. Les dades suggereixen que la població de becades ha disminuït a tota la distribució una mitjana de l'1,1% anual durant les últimes quatre dècades.

## Conservació
La UICN no considera que la becada americana estigui amenaçada globalment. És més tolerant a la desforestació que altres becades i becades; sempre que quedi algun bosc protegit per a la reproducció, pot prosperar fins i tot en regions que s'utilitzen principalment per a l'agricultura. La població estimada és de 5 milions, per la qual cosa és el limícola més comú a Amèrica del Nord.
El Pla de Conservació de la Becada americana presenta plans d'acció regionals vinculats a les regions de conservació d'aus, unitats biològiques fonamentals reconegudes per la Iniciativa de Conservació d'Ocells d'Amèrica del Nord dels EUA. L'Institut de Gestió de la Vida Silvestre supervisa les iniciatives regionals d'hàbitat destinades a augmentar la població de la becada americana protegint, renovant i creant hàbitat a tota la distribució de l'espècie.
La creació d'hàbitat de bosc jove per a les becades americanes ajuda a més de 50 espècies de fauna salvatge que necessiten un hàbitat de successió primerenca durant una part o la totalitat dels seus cicles vitals. Aquests inclouen animals relativament comuns com el cérvol de Virgínia (Odocoileus virginianus), la llebre americana (Lepus americanus), l'ant (Alces alces), el linx roig (Lynx rufus), el gall dindi salvatge (Meleagris gallopavo) i el grèvol crestat (Bonasa umbellus), i animals les poblacions dels quals també han disminuït en les darreres dècades, com ara la bosquerola d'ales daurades (Vermivora chrysoptera), el enganyapastors cridaner septentrional (Antrostomus vociferus), el mosquer dels salzes (Empidonax traillii), el cardenal anyil de front lila (Passerina cyanea) i el conill de Nova Anglaterra (Sylvilagus transitionalis).
Leslie Glasgow, subsecretari de Pesca, Fauna Salvatge, Parcs i Recursos Marins de 1969 a 1970, va escriure una tesi a través de la Universitat Texas A&M sobre la becada americana, amb una investigació basada en les seves observacions per mitjà de l'Estació Experimental Agrícola de la Universitat Estatal de Louisiana (LSU). Va ser professor de la LSU de 1948 a 1980 i una autoritat en la fauna salvatge als aiguamolls.

## Taxonomia
El gènere Scolopax va ser introduït el 1758 pel naturalista suec Carl Linnaeus a la desena edició del seu Systema Naturae. El nom del gènere és llatí per a una becada o becadell. L'espècie tipus és la becada euroasiàtica (Scolopax rusticola).